# Lycosa biolleyi
Lycosa biolleyi là một loài nhện trong họ Lycosidae.
Loài này thuộc chi Lycosa. Lycosa biolleyi được Richard C. Banks miêu tả năm 1909.